# Diadeemkievit
De diadeemkievit (Vanellus coronatus) behoort tot de familie van kieviten en plevieren (Charadriidae).

## Verspreiding en leefgebied
Deze soort komt voor in het oosten en zuiden van Afrika en telt twee ondersoorten:
- V. c. demissus: noordelijk Somalië.
- V. c. coronatus: van Ethiopië en oostelijk Afrika tot zuidelijk Afrika.

## Afbeeldingen

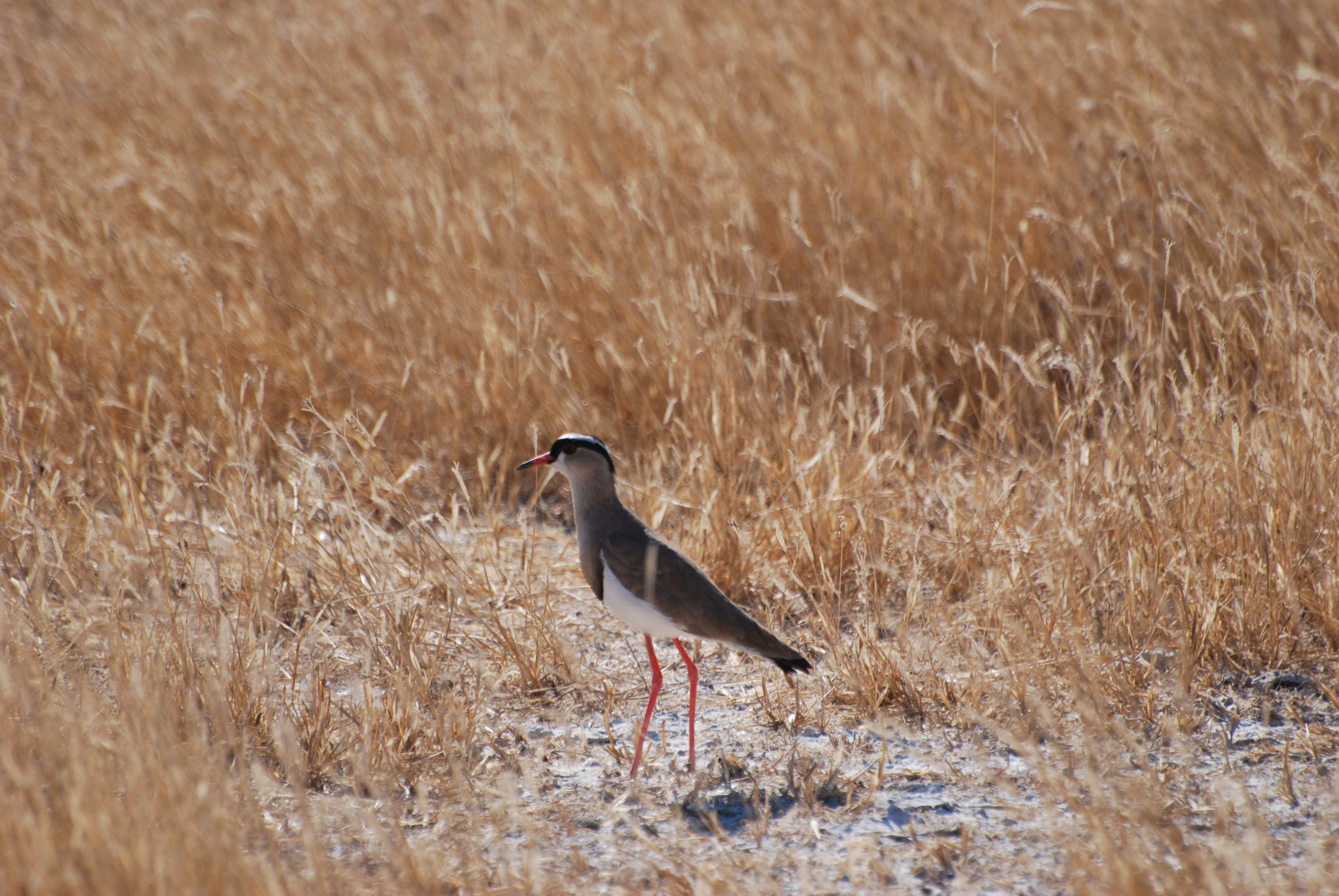
Een diadeemkievit in Etosha National Park, Namibia (juli 2011)
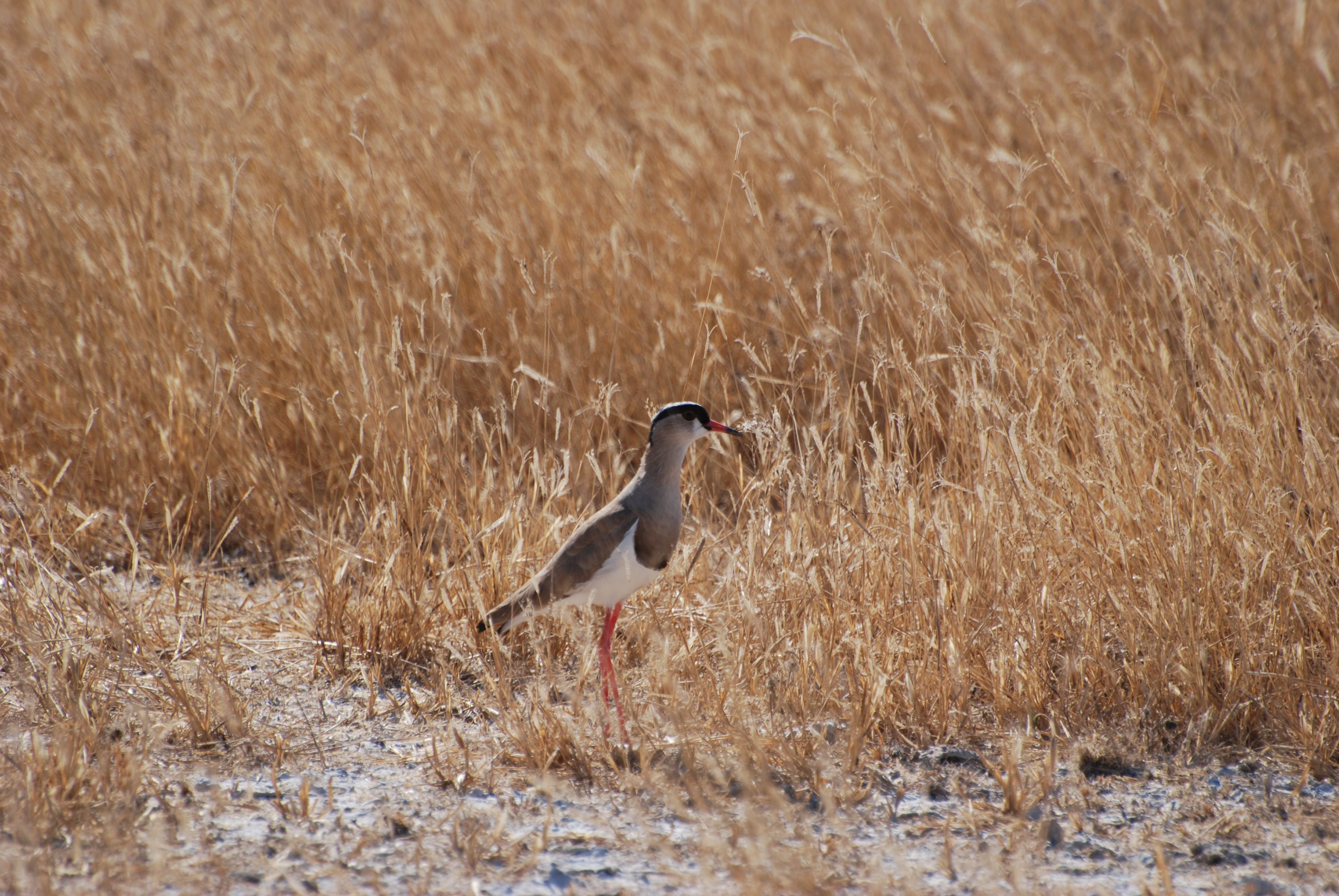